# Potiche - La bella statuina
Potiche - La bella statuina (Potiche) è un film del 2010 diretto da François Ozon.
Il film, liberamente adattato all'omonima pièce teatrale di Pierre Barillet e Jean-Pierre Grédy del 1983, è stato presentato in concorso alla 67ª Mostra internazionale d'arte cinematografica di Venezia ed è stato candidato per il Premio Magritte per il miglior film straniero in coproduzione.

## Trama
Siamo negli anni settanta del XX secolo. La Francia è scossa da scioperi, richieste di cambiamento, tensioni sociali successive ai moti del '68. Suzanne Michonneau, che ha ereditato dal padre una fabbrica di ombrelli, ne ha lasciata la gestione al marito Robert Pujol, un uomo autoritario e presuntuoso, che tratta la moglie come una "bella statuina" (che in francese si traduce con potiche) da tenere in casa. Vessata dal dispotico marito, che non le permette  di esprimere le proprie idee, Suzanne riesce a farsi valere quando il marito, a causa di uno sciopero viene sequestrato e ha un infarto, ed è quindi impossibilitato a gestire l'azienda. Suzanne, incoraggiata dal sindacalista Babin (suo amante in gioventù), e appoggiata dal marito e dai figli, prende in mano con grinta le redini dell’azienda: tratta con i sindacati e guida con successo l'azienda, traghettandola fuori dalla crisi e mettendola al passo con i tempi. Suzanne  si rivela infatti, una donna intelligente ed abile, aperta all’ascolto delle problematiche degli operai della fabbrica, abbandonando il ruolo di "bella statuina" e di casalinga borghese.
Le cose si complicano quando Robert ripresosi, vuole tornare alla guida dell'azienda. Suzanne, riuscirà inizialmente a tenergli testa, grazie all’appoggio degli azionisti. Ma nel successivo Consiglio di Amministrazione,  per un inaspettato voto contrario, è costretta a lasciare nuovamente al marito la direzione dell’azienda.
Oramai sicura di sé e consapevole delle proprie qualità, Suzanne non è più disposta ad essere solo una bella statuina e, sorprendendo tutti ancora una volta, decide di proporsi in politica, presentandosi contro l’amante respinto Babin, deputato uscente e sindaco.
Vincerà lei, grazie a tutte le sue qualità, conquistando soprattutto i voti delle donne e dei lavoratori.

## Distribuzione
Dopo essere stato presentato in concorso alla Biennale 2010 ed essere stato selezionato per il Toronto International Film Festival, il film è uscito nelle sale francesi il 10 novembre 2010, distribuito da Mars Distribution. In Italia il film è stato distribuito da BiM Distribuzione il 5 novembre 2010.

## Riconoscimenti
- 2010 - Mostra internazionale d'arte cinematografica di Venezia
  - Candidatura Leone d'oro a François Ozon
- 2011 - Premio César
  - Candidatura Migliore attrice protagonista a Catherine Deneuve
  - Candidatura Migliore attrice non protagonista a Karin Viard
  - Candidatura Miglior adattamento a François Ozon
  - Candidatura Migliori costumi a Pascaline Chavanne
- 2011 - Premio Lumière
  - Candidatura Miglior attrice a Catherine Deneuve
- 2012 - Premio Magritte
  - Candidatura Migliore coproduzione straniera a François Ozon
  - Migliore attore non protagonista a Jérémie Renier